# Un missionnaire
Pour plus de détails, voir Fiche technique et Distribution.
Un missionnaire est un film français réalisé par Maurice Cloche, sorti en 1955 et tiré du roman de Paul Bernier C.S.Sp.,. Ce film a été tourné en Guinée.

## Synopsis
L'histoire se déroule dans les années 1950-1955 dans une mission lointaine de Guinée, alors sous administration francaise. Le jeune prêtre missionnaire Jean Maurel arrive à sa première mission, celle d'Affob, dirigée par le père Gauthier, spiritain en apparence effacé et rêveur, tandis qu'il s'agit de préparer l'avenir d'une Afrique confrontée aux nouveaux défis. Le jeune père Maurel au bout de quelque temps d'acclimatation réalise enfin son rêve, celui d'être responsable d'un secteur de mission dans la brousse. Il admire son confrère le père Derval, de dix ans plus âgé, qui lui paraît le modèle du « broussard » à qui semble tout réussir. Mais bientôt le jeune homme se confronte aux tentations de l'Afrique profonde et mystérieuse ; sentiment de ne pas être à sa place et d'être inutile, alors qu'il doit s'habituer à de longs palabres avec les chefs de village, se confronter avec les peurs et superstitions des autochtones, les mariages forcés et le temps immobile. Entre découragements et découvertes, il va apprendre au fil des années à aimer les qualités et les défauts de ces populations et traverse des périodes de profondes joies partagées, jusqu'au jour où, atteint de fièvre bilieuse, il est rappelé pour se soigner en France métropolitaine. Il a trente-cinq ans et doit faire le bilan de sa vie de missionnaire qu'il juge ne pas avoir réussie. Mais ayant expérimenté la communion des saints, il comprend que la question n'est  pas la réussite humaine et connaît une véritable conversion.

## Fiche technique
- Titre : Un missionnaire
- Réalisation : Maurice Cloche
- Scénario : Maurice Cloche/Paul Bernier
- Décors : Eugène Piérac
- Photographie : Claude Renoir
- Musique : Michel Lévine
- Son : Raymond Gauguier
- Montage : Christian Gaudin
- Cadreur : Noël Martin
- Maquillage : Louis Louc
- Photographe de plateau : Jacques Boutinot
- Sociétés de production : Les Films Maurice Cloche - U.G.C.
- Directeur de production : François Carron et Eugène Nase
- Sociétés de distributeur d'origine : Alliance Générale de Distribution Cinématographique (A.G.D.C.)
- Format : Couleur (Eastmancolor) - 1,85:1 - 35 mm - Son mono
- Pays d'origine :  France
- Genre : Drame
- Durée : 98 minutes
- Date de sortie : 
  - France - 2 décembre 1955
- Affiches : Jacques Bonneaud, Roger Soubie (France)

## Distribution
- Charles Vanel : le père Gauthier, supérieur de la mission d'Affob
- Yves Massard : le père Jean Maurel
- Marie-France Planèze : Geneviève Fogerolles
- René Blancard : Rouhaut, propriétaire d'une grande plantation
- Albert Préjean : le frère Timothée
- Jacques Berthier : le père Derval
- Habib Benglia
- Claude Cerval
- Jean Lanier
- Roger Saget
- Darling Légitimus